# Тяньцзиньская епархия
Тяньцзи́ньская епа́рхия — каноническое, структурное и территориано-административное подразделение Китайской православной церкви в составе Русской православной церкви. В настоящее время кафедра вдовствует.

## История
Епархия была учреждена в 1922 году Синодом Русской православной церкви заграницей как второе викариатство Пекинской епархии. С 1922 года епархию возглавлял епископ Тяньцзиньский Иона (Покровский), однако после его перевода на Ханькоускую кафедру новый епископ не был назначен.
Многие из русских эмигрантов отмечали, что церковная жизнь в Тяньцзине была богаче, чем в русском Шанхае. Религиозные настроения в этом городе можно было считать повышенными. Большой храм Покрова Пресвятой Богородицы вмещал около тысячи человек. В дни церковных праздников в нём и других храмах было многолюдно.
30 июля 1950 года на Тяньцзиньскую кафедру был рукоположен епископ Симеон (Ду). В состав епархии входили храмы в Тяньцзине и Циндао.
Уже 26 сентября того же года епископ Симеон (Ду) был переведён на Шанхайскую кафедру. Предполагалось назначить Тяньцзиньским архимандрита Василия (Шуана), но он отказался от назначения. После этого кафедра не замещалась и до настоящего времени остаётся вакантной.

## Епископы
Тяньцзиньское викариатство Пекинской епархии
- Иона (Покровский) (1922)

Тяньцзиньская епарзия
- Симеон (Ду) (30 июля — 26 сентября 1950)